# Adenanthos

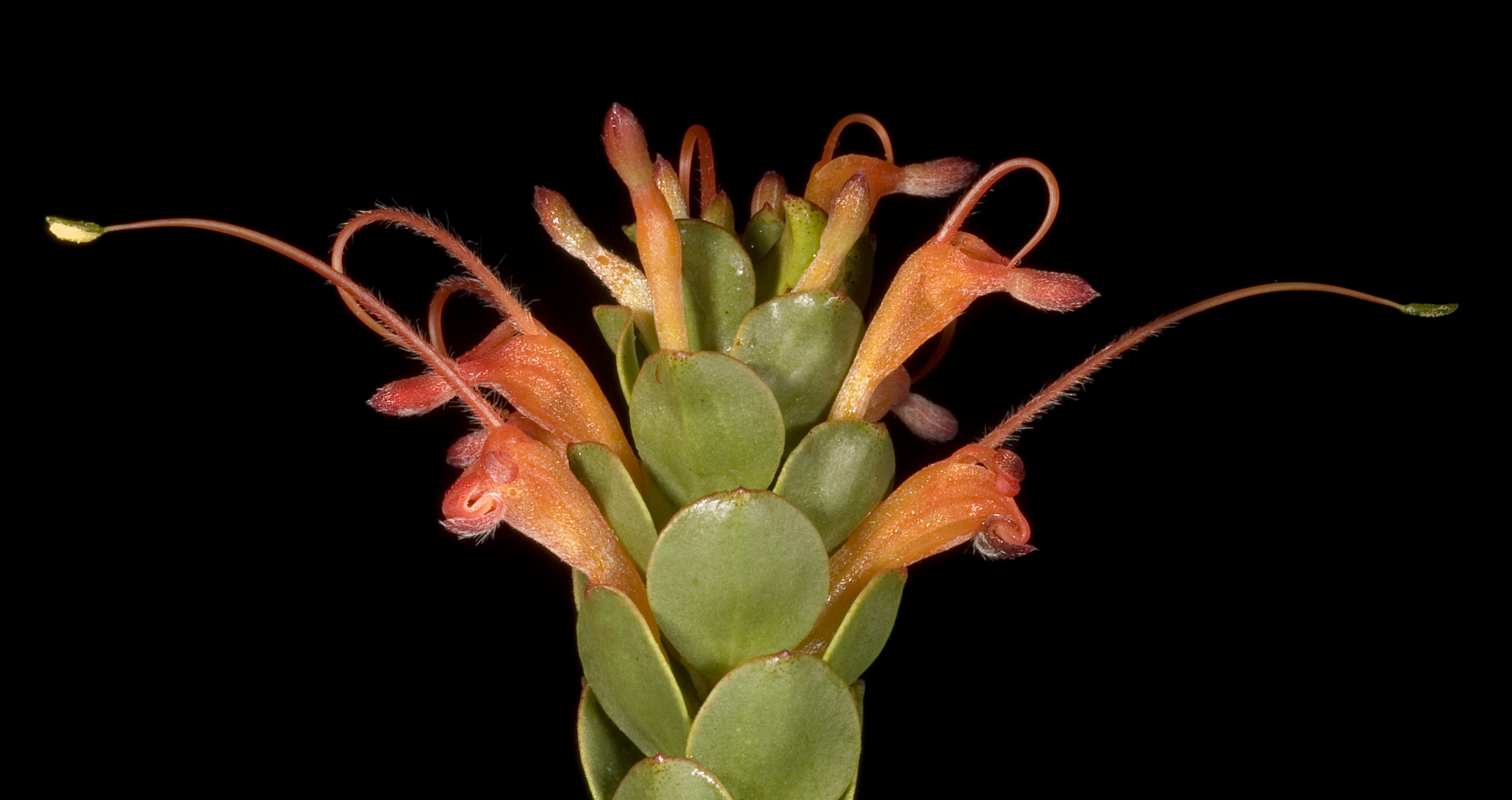
Adenanthos obovatus

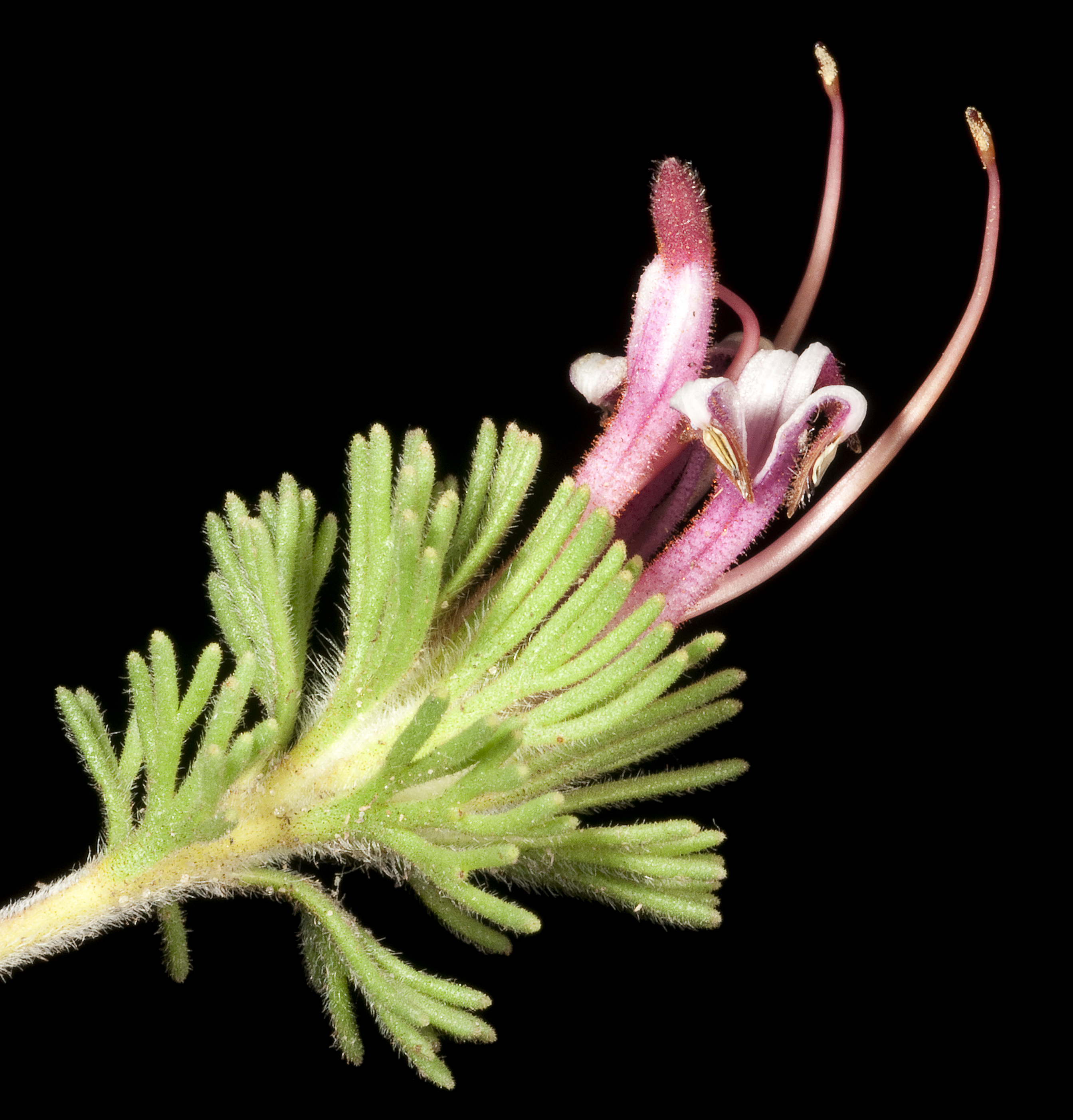
Adenanthos meisneri

Adenanthos Labill. – rodzaj roślin z rodziny srebrnikowatych (Proteaceae). Obejmuje co najmniej 36 gatunków występujące endemicznie w Australii.

## Etymologia
Nazwa rodzajowa pochodzi z języka greckiego i oznacza gruczoł („adena”) i kwiat („anthe”). Nazwa ta odnosi się do gruczołów znajdujących się u podstawy zalążni. 

## Rozmieszczenie geograficzne
Rośnie naturalnie w Australii w stanach Australia Zachodnia, Australia Południowa oraz Wiktoria.

## Morfologia
PokrójWiecznie zielone małe drzewo lub krzew. Dorasta do 3 m wysokości. Kora jest gładka, rzadko brodawkowata.
LiścieSą różnych kształtów na tej samej roślinie. Są małe lub średniej wielkości, skórzaste, całobrzegie. Na końcówkach liści obecne są gruczoły. Pozbawione są przylistków.
KwiatyPojedyncze lub zebrane w krótkich gronach (zależnie od interpretacji). Ułożone są naprzemianlegle, naprzeciw podsadek. Kwiaty są małe lub średniej wielkości.
OwoceOwoce spadają z rośliny przed następnym sezonem wegetacyjnym. Są niemięsiste. Owocolistki nie otwierają się samoczynnie, by wypuścić dojrzałe nasiona. Nasiona nie posiadają bielma. Zarodki są zróżnicowane. Nasiona posiadają 2(–8) liścienie.

## Biologia i ekologia
Roślina dwupienna. Jest mezofityczna (przystosowana do klimatu umiarkowanie wilgotnego) lub kserofityczna. Kwiaty są zapylane przez owady, ptaki lub małe torbacze. 

## Systematyka
Pozycja i podział rodziny według Angiosperm Phylogeny Website (aktualizowany system APG IV z 2016)
Rodzaj z rodziny srebrnikowatych stanowiącej grupę siostrzaną dla platanowatych, wraz z którymi wchodzą w skład rzędu srebrnikowców, stanowiącego jedną ze starszych linii rozwojowych dwuliściennych właściwych. W obrębie rodziny rodzaj stanowi klad bazalny w plemieniu Leucadendreae P.H. Weston & N.P. Barker, 2006. Plemię to klasyfikowane jest do podrodziny Proteoideae Eaton, 1836
Wykaz gatunków
- Adenanthos acanthophyllus A.S.George
- Adenanthos apiculatus R.Br.
- Adenanthos argyreus Diels & E.Pritz.
- Adenanthos barbigerus Lindl.
- Adenanthos cacomorphus E.C.Nelson
- Adenanthos cuneatus Labill.
- Adenanthos cygnorum Diels & E.Pritz.
- Adenanthos detmoldii F.Muell.
- Adenanthos dobagii E.C.Nelson
- Adenanthos dobsonii F.Muell.
- Adenanthos drummondii Meisn.
- Adenanthos ellipticus A.S.George
- Adenanthos eyrei E.C.Nelson
- Adenanthos filifolius Benth.
- Adenanthos flavidiflorus F.Muell.
- Adenanthos forrestii F.Muell.
- Adenanthos glabrescens E.C.Nelson
- Adenanthos gracilipes A.S.George
- Adenanthos ileticos E.C.Nelson
- Adenanthos intermedius Ostenf.
- Adenanthos intricatus Gardner
- Adenanthos labillardierei E.C.Nelson
- Adenanthos linearis Meisn.
- Adenanthos macropodianus E.C.Nelson
- Adenanthos meisneri Lehm.
- Adenanthos obovatus Labill.
- Adenanthos oreophilus E.C.Nelson
- Adenanthos pungens Meisn.
- Adenanthos sericeus Labill.
- Adenanthos strictus A.S.George
- Adenanthos teges A.S.George
- Adenanthos terminalis R.Br.
- Adenanthos velutinus Meisn.
- Adenanthos venosus Meisn.

Mieszańce międzygatunkowe
- Adenanthos × cunninghamii Meisn.
- Adenanthos × pamelus E.Nelson